# Instituto Agrícola Catalán de San Isidro

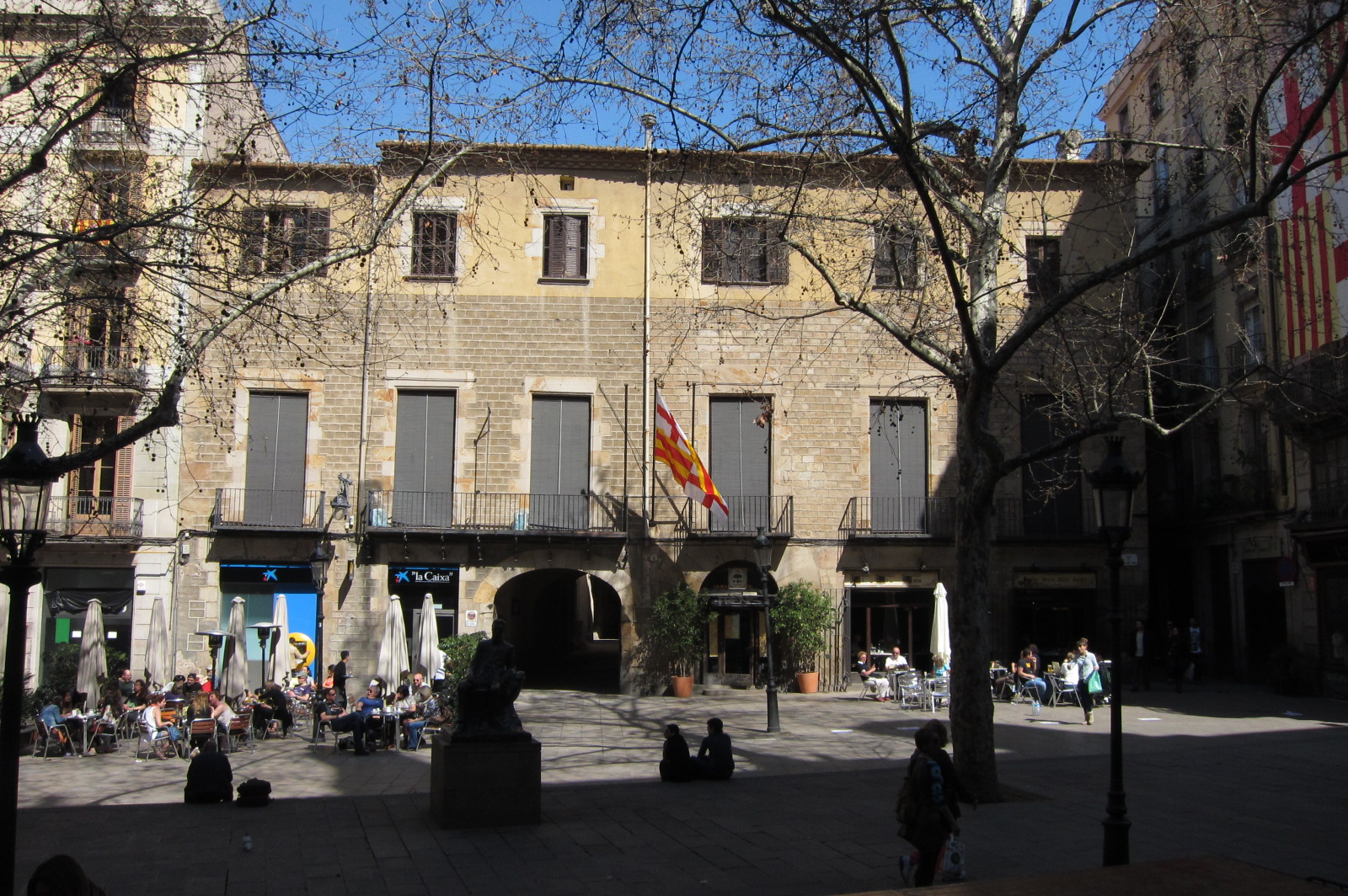
Sede del Instituto Agrícola Catalán de San Isidro en el Palacio Fivaller.

El Instituto Agrícola Catalán de San Isidro (en catalán: Institut Agrícola Català de Sant Isidre), fundado en el año 1851, es la asociación agraria más antigua de España y una de las más antiguas de Europa. Es una entidad civil independiente, especialmente representativa en el espacio agrario catalán y español.
Aglutina la mayoría de perfiles empresariales agrarios de Cataluña, desde los productores, transformadores hasta los elaboradores y comercializadores, de la micro y pequeña empresa, a la mediana, grande y multinacional empresa agraria y agroalimentaria. También forman parte de él empresas de servicios agrarios y otras vinculadas estrechamente a la economía rural, como el turismo rural y las actividades culturales agrarias.

## Objetivos
Carece de ánimo de lucro. Los asociados trabajan para desarrollar y reformar las leyes en beneficio del sector.
Para él es importante el acceso a las nuevas tecnologías, la financiación, los aspectos legales o administrativos, el desarrollo de la persona y su calificación profesional continuada. Uno de sus objetivos es que las nuevas generaciones de ciudadanos puedan vivir y trabajar en el medio rural.
El Institut ayuda a identificar las formas de ayuda más adecuadas que radican, esencialmente, en ayudar a las personas a generar riqueza, dotándolas de las herramientas necesarias, a medida de cada situación. 

## Instituciones
El Institut Agrícola es un puente que pone continuamente en relación los poderes institucionales y políticos con la sociedad civil, con los ciudadanos, especialmente aquellos que viven el mundo rural y agrario y tienen interés por su desarrollo económico y empresarial.
Colabora con otras sociedades catalanas, españolas y europeas. Ha figurado siempre en la categoría de las grandes asociaciones civiles que dan empuje y vitalidad y que en asuntos de trascendencia, ostentan la representación y la opinión de los ciudadanos. Es parte integrante del G16, grupo de diálogo e intercambio que está conformado por las más influyentes y consolidadas asociaciones catalanas.
El Institut Agrícola ha convivido y se ha relacionado con todo tipo de entidades y ha acompañado las iniciativas más variadas, especialmente en apoyo de las actividades económicas y empresariales que se desarrollan en el territorio rural. En la actualidad participa y colabora en el gobierno y buena marcha de asociaciones de ámbito comercial, económico y empresarial como son Fomento del Trabajo Nacional, Federación de Pequeñas y Medianas Empresas (FEPIME), CEOE y otras.

## Historia
Fue fundado el 22 de mayo de 1851 en Barcelona. Es, actualmente, la asociación empresarial agraria más antigua de España y, al mismo tiempo, de las más antiguas de Europa.
El Institut ha publicado y publica actualmente una revista. También desde 1851 en 1900, fundó y dirigió granjas-escuela que, durante muchos años, fueron las únicas en su género de todo el Estado español. A partir de 1856 -en el que se declaró la libre publicación de Almanaques en España-, edita el emblemático "Calendari del Pagès", enteramente en catalán.
El Institut Agrícola posee, además una completa biblioteca de Historia Agrícola de España -única en su género- y es depositaria de la FAO, así como de un Centro de Documentación actualizado continuamente en sus bases al servicio de los técnicos. El Instituto Agrícola organiza concursos, exposiciones, conferencias, cursos formativos, seminarios, demostraciones... bien en su local, bien en otros, lo mismo en Barcelona que allí donde se solicite. Organiza excursiones y visitas a explotaciones agrícolas, cooperativas, industrias, comercializadoras, mercados, ferias, etc. Y promueve todas aquellas actividades que dinamizan y consolidan una actitud empresarial entre sus socios y el sector agrario en general.

## Presidentes
1. Sr. Joaquín Desvalls y Sarriera, Marqués de Alfarrás, 1851-1860
2. Sr. Marqués de la Quadra, 1860-1862
3. Sr. Conde de Fonollar, 1862-1866
4. Sr. Miquel de Foixà, 1866-1868
5. Sr. Marqués de Ciutadilla, 1869-1870
6. Sr. Francisco de Casanova y de Mir, 1871-1872
7. Sr. Pelayo de Camps y de Matas, Marqués de Camps, 1872-1875
8. Sr. José María de Fivaller, 1875-1876
9. Sr. Marqués de Palmerola, 1876-1882
10. Sr. Marqués de Camps, 1882-1889
11. Sr. Marqués de Sentmenat, 1890-1892
12. Sr. Benigno de Salas, 1892
13. Sr. Silvio Tos y Codina, 1892-1893
14. Sr. Joaquín Escrivá de Romaní y Fernández de Córdoba, Marqués de Monistrol y de Aguilar, 1893-1897
15. Sr. Carlos de Camps, Marqués de Camps, 1897-1901
16. Sr. Ignacio Girona y Vilanova, 1902-1907
17. Sr. Manuel Raventós y Domenech, 1907-1911
18. Sr. Eusebio de Puig y de Rich, 1911-1915
19. Sr. Ignacio Girona y Vilanova, 1915-1923
20. Sr. Carlos de Fortuny y Miralles, Barón de Esponellá, 1923-1931
21. Sr. Santiago de Riba y de España, 1931-1934
22. Sr. José Cirera y Voltá, 1934-1936
23. Sr. José Bassedas y Montaner; 1936
24. Sr. Ignacio de Bufalá y de Ferrater, 1939-1940
25. Sr. Barón de Esponellá, 1940-1946
26. Sr. Francisco Javier de Ros y de Dalmases, 1946-1948
27. Sr. José de Fontcuberta, Marqués de Vilallonga, 1948-1956
28. Sr. Jordi de Camps y de Casanova, 1956-1961
29. Sr. Luís Desvalls, Marqués de Alfarrás, 1961-1965
30. Sr. Jesús Raventós Fatjó, 1965-1977
31. Sr. Ignasi de Puig i Girona, 1977-1986
32. Sr. Joaquim d'Abadal i Guitart, 1986-1994
33. Sr. Baldiri Ros i Prat, 1994-